# Pont romain de Patras
Le pont romain de Patras (en grec moderne : Ρωμαϊκή γέφυρα Πάτρας) est un des principaux monuments de la période romaine visibles dans la ville grecque de Patras, dans le Péloponnèse. L'édifice plusieurs fois reconstruit comporte des vestiges allant du début du IIe à la fin du IVe siècle. Il est situé dans le quartier d'Ambelókipi (en), environ 400 m au nord-ouest du Musée archéologique de Patras.

## Histoire
Situé sur la via publica reliant Patras à Aigion, un premier pont composé d'une arche en plein cintre unique encore visible de nos jours fut probablement intégré au programme de construction publique commandité par l'empereur Trajan vers l'an 114. Il franchit le fleuve côtier Kallinaos au nord de la ville romaine,.
Un deuxième édifice, dont très peu de vestiges subsistent, remplaça vraisemblablement le premier ouvrage entre 276 et 283. Comme en témoigne une inscription métrique retrouvée dans les fondations des aménagements postérieurs, le pont du IIIe siècle fut financé par Artémios, habitant du village de Mesatis (en) rattaché à Patras par synœcisme.
Un troisième pont à deux arches en plein cintre fut érigé sur la base des précédentes structures à la fin du IVe siècle, sous le règne de l'empereur Arcadius, probablement vers 397, à la suite du pillage du Péloponnèse par les Wisigoths. L'ouverture de l'arche du pont primitif fut réduit après cette reconstruction. Plusieurs siècles plus tard, le lieu fut le théâtre d'une importante crue qui entraîna la modification du lit du fleuve. Désormais hors d'eau et endommagé, le pont subsista toutefois comme voie de circulation.
Le site fut découvert au début des années 1980 dans le cadre des travaux de construction de logements. L'ancien lit du fleuve fut localisé en 2001, tandis que des fouilles et des aménagements conduits les années suivantes par l'Éphorie des antiquités d'Achaïe permirent de dégager l'édifice et de le protéger des intempéries par une toiture métallique,.

## Architecture

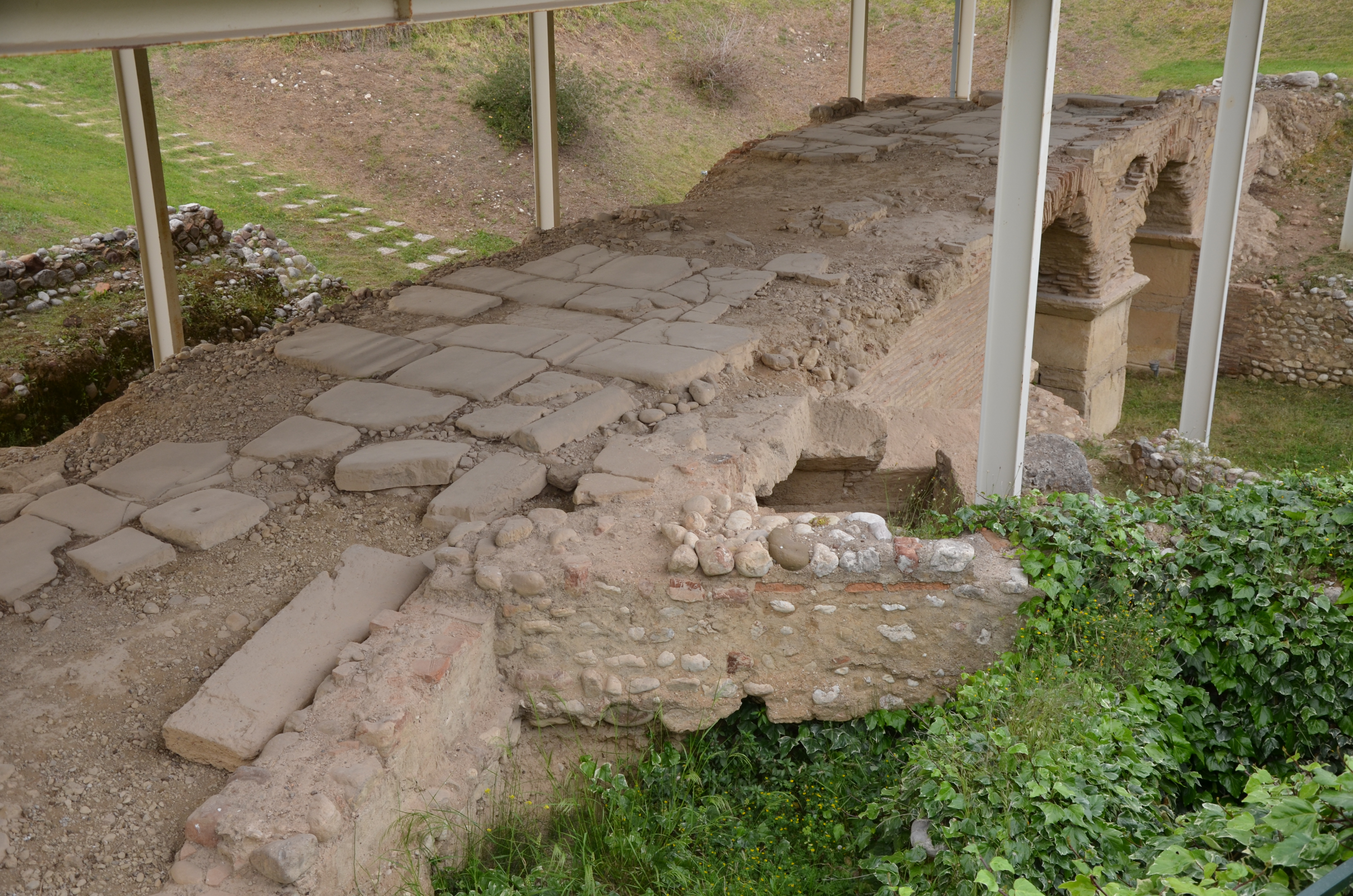
Vue de l'ouvrage depuis le nord.

Le pont romain de Patras est le pont antique à deux arches le mieux conservé de Grèce. La maçonnerie est principalement composée de briques, de galets et de remplois. L'arche du IIe siècle est constituée de pierre calcaire tendre, tandis que les deux piles du pont du IVe siècle présente un parement en pierre dure. Dans les fondations furent mis au jour les restes de deux statues en marbre acéphales et deux pièces de monnaie datant du IVe siècle.
Les berges du fleuve présentent également des vestiges d'aménagement rectiligne, probablement afin de limiter les risques de crue. La chaussée garde encore aujourd'hui une partie de son dallage et les ornières laissées par le passage des véhicules sont toujours visibles. Des parapets subsistent partiellement sur l'édifice.